# Mátyás-pince
A Mátyás-pince Budapest V. kerülete egyik leghíresebb étterme, a Március 15. téren, az Erzsébet híd pesti hídfőjénél található.

## Története
A mai Ausztria szülötte, Baldauf Mátyás Felsőlövőn, Grazban és Bécsben volt mészáros és pincér. 1896-ban a Budapest krisztinavárosi Zöldfa, ezután a régi belvárosi (Sebestyén utcai) Kis Piszkos vendéglőben dolgozott, utóbbit 1900-tól bérelte. Az Eskü téri bérház Kéményseprő utcai oldalán nyitotta meg a Mátyás-pincét 1904. január 30-án, majd 1914-ben hozzácsatolta a szomszédos házban levő sörözőt. Bérelte a MÁV-kolónia több száz személyes éttermét (1909–1912), amivel a Mátyás-pince részére is szerzett vendégeket, pl. az Acélhenger Dalárda tagjait. Tíz évvel a nyitás után avatta fel a Zenetermet. Az alapítás 25. évfordulóján, a Mátyás-pincét új helyiségekkel bővítette: kialakították a Jubileumi és a Halásztermet. (1934-ben Baldauf a szülőhelye után vezetéknevét Borostyánkőire magyarosította.) 1937-ben egy teljes belsőépítészeti átalakításra került sor. Törzsvendégei javaslatára Borostyánkői egyik legnépszerűbb uralkodónk, Mátyás király életének eseményeit választotta a Dávid Károly építész és Haranghy Jenő festőművész közreműködésével elkészült, gyönyörű freskók és ólomüvegablakok motívumaként. (Az alapító a munkálatok teljes befejezését már nem érhette meg.) Ezek rekonstrukcióját Bozó Gyula vezetésével 1971-ben végezték el. 1973-ban a berendezés műemléki védelem alá került.
Híres, ismert személyiségek voltak az elmúlt százegynéhány évben vendégei az étteremnek: 1945 előtt az angol trónörökös, walesi herceg a Simpson hölggyel, aki miatt lemondott a brit trónról, majd 1949-től politikusok: Willy Brandt, Kádár János, Nagy Imre, Josip Broz Tito, Urho Kekkonen, Richard Nixon, François Mitterrand, Nyikita Szergejevics Hruscsov.
Művészek és színészek: Claudio Abbado, Leopold Stokowski, Orson Welles, Gilbert Bécaud, Tito Gobbi, Grace Kelly, Elisabeth Schwarzkopf, Cziffra György (zongoraművész), Ormándy Jenő, Honthy Hanna, Svéd Sándor, Ferencsik János, Kocsis Zoltán, Szvjatoszlav Richter, Rex Harrison, Andrzej Wajda, Alberto Moravia, Solti György, Liv Ullmann, Alain Delon, Roger Moore, Csortos Gyula, Federico Fellini.
Írók és tudósok: Szent-Györgyi Albert, Karinthy Frigyes, Krúdy Gyula, Móricz Zsigmond, Pablo Neruda, Szabó Dezső, Zemplén Géza, Györffy István (néprajzkutató), Gombocz Zoltán, Gombocz Endre.
Sportolók: Mark Spitz, Puskás Ferenc (labdarúgó) és a teljes angol labdarúgó-válogatott a 7:l-es mérkőzésről.